# Cryptopimpla nigripalpis
Cryptopimpla nigripalpis är en stekelart som först beskrevs av Cameron 1909.  Cryptopimpla nigripalpis ingår i släktet Cryptopimpla och familjen brokparasitsteklar. Inga underarter finns listade i Catalogue of Life.